# Matthew Breeze
Matthew Christopher Breeze (Carlton, 10 giugno 1972) è un ex arbitro di calcio australiano.

## Carriera
Internazionale dal 2001, comincia ad arbitrare nella massima serie nazionale nel 2004 a 32 anni.
Era stato inserito nella lista dei 44 arbitri preselezionati per i mondiali del 2006 in Germania ma non venne convocato; pochi mesi prima aveva partecipato alla Confederations Cup del 2005, dove arbitrò la finale per il terzo posto tra Germania e Messico.
È uno dei due arbitri australiani invitati a partecipare alla Coppa d'Asia 2007, l'altro è Mark Shield.
In carriera prende parte anche ai Mondiali di calcio Under-20 FIFA del 2003 negli Emirati Arabi Uniti e al Campionato mondiale di calcio Under-17 del 2007 in Corea del Sud.
Nel giugno 2009 partecipa, per la seconda volta, al torneo FIFA Confederations Cup. Gli viene nuovamente assegnata la finale per il terzo posto, questa volta tra Spagna e Sudafrica.
Nell'ottobre 2009 viene convocato per dirigere anche al Campionato mondiale di calcio Under-17 in Nigeria, ma decide di rinunciare per concentrarsi sulla prova di abilitazione per l'esame da avvocato, per cui ha lavorato tutta una vita.
Il 7 novembre 2009 è chiamato a dirigere la finale della AFC Champions League tra Al-Ittihad e Pohang Steelers, a Tokyo. Poche settimane dopo, arriva la convocazione per il Mondiale per club in programma a dicembre negli Emirati Arabi Uniti: gli viene assegnata la finale per il III posto tra i coreani del Pohang Steelers e i messicani dell'Atlante.
Era l'unico arbitro australiano inserito nell'elenco dei 38 pre-selezionati rimasti in corsa per i Mondiali 2010 in Sudafrica, ma è stato scartato nel taglio finale.
A partire dal 1º gennaio 2013 il suo nome non risulta più  sulle liste FIFA, in seguito al suo ritiro.